# Новореченский (Саратовская область)
Новореченский — посёлок в Питерском районе Саратовской области, в составе сельского поселения Мироновское муниципальное образование.

## География
Посёлок расположен на правом берегу реки Солянка (правый приток реки Малый Узень) в 6 км северо-западнее села Моршанка.

## История
На административной карте Саратовской области 1939 года отмечен как совхоз № 8 «Питерский». Указом Президиума Верховного Совета РСФСР от 19 октября 1984 года посёлок центральной усадьбы совхоза «Питерский» переименован в посёлок Новореченский. Однако на топографической карте 1987 года посёлок по невыясненным причинам отмечен под названием Игнаткин

## Население
Динамика численности населения по годам:
| Годы      | 1987 | 2002 |
| --------- | ---- | ---- |
| Население | ≈850 | 786  |

| 2002 | 2010 |
| ---- | ---- |
| 784  | ↘696 |

Национальный состав
Согласно результатам переписи 2002 года большинство населения составляли русские (60 %) и казахи (30 %).